# Ivan Vicente Melo
Ivan Vicente Melo, mais conhecido simplesmente como Ivan (Blumenau, 24 de fevereiro de 1927 - Brasília, 12 de agosto de 1987) foi um futebolista brasileiro que atuava como lateral-esquerdo.

## Carreira
Iniciou no futebol aos 13 anos e aos 17 disputou o campeonato amador de Florianópolis pelo Ritz FC.
Em 1946, chegou ao Paula Ramos EC, de Santa Catarina, como meia esquerda, porém, alguns anos depois, migrou-se para a lateral. Pelo clube, foi Campeonato Citadino de Florianópolis em 1947 e 1948, vice-campeão catarinense em 1947 e conseguiu vaga na Seleção Catarinense.
Chegou ao Santos no 2º semestre de 1950, no qual havia feito testes em 1949, e estreou na goleada por 6x2 contra o Madureira, em amistoso realizado na Vila Belmiro em 17 de julho de 1950.
Em 1952, foi emprestado ao Linense, onde foi campeão da segunda divisão e assim ficou no clube no ano seguinte, voltando ao Santos em 1954.
Defendeu a equipe entre os anos de 1950 a 1957, conquistando o bicampeonato paulista de 1955 e 56, atuando em 17 partidas na conquista de 1955 e outras 32 na conquista de 1956. Sua despedida aconteceu em 10 de outubro de 1957, num amistoso contra o Canto do Rio realizado no Estádio Caio Martins. No total, atuou em 253 jogos e marcou 7 gols pelo time.
Em 1958, atuou pelo Jabaquara.
No segundo semestre de 1958, se transferiu para o Corinthians em 1958, onde fez apenas 15 partidas (10 vitórias, 3 empates, 2 derrotas) e nenhum gol marcado.
Em 1959, ainda atuou pela Portuguesa Santista.

## Títulos
Paula Ramos
- Campeonato Citadino de Florianópolis: 1947 e 1948[1]

Santos
- Campeonato Paulista: 1955 e 1956[11]

Linense
- Campeonato Paulista - Segunda Divisão: 1952